# Нидерландский язык в Индонезии

Розовым цветом показан ареал распространения голландского языка в колониальной Индонезии

Нидерландский язык был одним из двух (наряду с малайским) официальных языков Индонезии до 1963 года, когда Нидерланды передали регион Папуа Республике Индонезия, восстановившей свою независимость после японской интервенции в 1949 г. Нидерландский язык оказал значительное влияние на формирование лексики и терминологии современного индонезийского языка в конце колониального периода, хотя в целом ему не удалось получить в стране широкого распространения. В этом смысле Индонезия стала одной из немногих бывших колоний, в которых язык метрополии не смог распространиться достаточно широко и практически вышел из употребления после завершения деколонизации. Отчасти этому способствовали крайняя удалённость Нидерландов, небольшое количество нидерландофонов в мире, а также усилившаяся конкуренция со стороны других, более весомых мировых языков на рынке иностранных языков Индонезии (английский, китайский, русский, испанский, португальский).

## История
Нидерландский язык впервые появился на территории индонезийского архипелага в 1596 году, когда сюда прибыли первые корабли голландцев. Голландское завоевание Индонезии завершилось только в начале XX века, поэтому присутствие нидерландского языка имело региональные различия. Наиболее заметным оно было в столице страны — г. Батавия (Джакарта) и на о. Ява, где проживало наибольшее количество голландцев и голландско-индонезийских метисов. В восточном регионе Папуа, оставленном Голландией в 1969 г., также проживало значительное количество метисов протестантского вероисповедания, а нидерландский язык также нашёл некоторое употребление. Тем не менее, нидерландский язык в Индонезии в целом всегда рассматривался исключительно как язык европейского меньшинства. В отличие от большинства других колониальных держав, голландские власти как в метрополии, так и в самой колонии не только не делали попытки навязать свой язык автохтонному населению, но и сознательно противились этому, поскольку опасались что доступ к либеральной европейской литературе послужит толчком к развитию борьбы за независимость (как это произошло в американских колониях европейских держав). Более того, даже сами голландцы способствовали становлению и развитию так называемого малайского языка как лингва франка архипелага. Огромная культурная дистанция между индонезийскими мусульманами и белыми голландцами долгое время способствовала тому, что после обретения независимости нидерландский язык быстро утратил даже те ниши, которые он имел в колониальную эпоху.
Тем не менее, его роль в Индонезии не стоит недооценивать. Голландские влияния, в частности, довольно многочисленные лексические заимствования, обусловили формирование литературного индонезийского языка в Индонезии, в то время как английский язык оказал влияние на малайский язык в Малайзии. Особенно заметен вклад нидерландского языка в таких сферах, как история, лингвистика, лесное хозяйство, антропология и юриспруденция, особенно учитывая то что индонезийская юриспруденция во многом копирует нидерландские модели. Многие из этих исторически важных документов никогда не переводились на другие языки. В некоторых университетах Индонезии сохраняются нидерландские отделения. Всего голландский в стране ежегодно изучают порядка 10 000 человек, в основном это люди, работающие в сфере мировой торговли и турбизнеса. В некоторых поселениях, например в поселении Депок, а также в профессиональном жаргоне ряда закрытых профессий (например, трансвеститов Джакарты) нидерландский используется как секретный язык.

## Статус
Несмотря на довольно раннее появление на архипелаге, число считающих нидерландский язык родным, а также владеющих им как вторым или иностранным долгое время было очень небольшим. Кроме того, до начала европеизации Индонезии голландский язык плохо отражал индонезийские реалии и практически не имел исламской терминологии.

## Статистика
- 1900 г., перепись 5 000 (0,012%) из 29 млн. островитян владело нидерландским языком (количество европейцев в стране составляло 75 000)
- 1920 г., перепись 60 000 (0,12%) из 48 млн. островитян (европейцев 170 000)
- 1940 г., перепись 773 000 (1,1%) из 70 млн. островитян (европейцев 290 000)[1]